# Taskmaster (Marvel Comics)
Taskmaster is een fictieve superschurk en misdadiger uit de strips van Marvel Comics. Hij kwam voor het eerst voor in The Avengers #195 (mei 1980) en werd bedacht door David Michelinie en George Pérez. Taskmaster beschikt over fotografische reflexen waarbij hij andermans vechtstijlen kan kopiëren ten koste van zijn lange- en kortetermijngeheugen.

## Biografie
Tony Masters in een voormalig S.H.I.E.L.D.-agent en werd huurling en huurmoordenaar. Hij werd bekend onder de naam Taskmaster. Met zijn fotografische reflexen beschikt hij over het vermogen om de fysieke vaardigheden na te bootsen van iedereen die hij observeert met een computerprogramma. Door zijn computerprogramma wat gekoppeld is aan zijn brein overschrijft het computerprogramma zijn korte- en langetermijngeheugen. In de gevangenis trainde hij John Walker om de nieuwe Captain America te worden. Ook was Taskmaster lid van de teams: Frightful Four, Secret Avengers, A.I.M., Thunderbolts en Fifty-State Initiative. 

## In andere media

### Marvel Cinematic Universe
Sinds 2021 verschijnt Taskmaster in het Marvel Cinematic Universe waarin ze werd vertolkt door Olga Kurylenko. Deze versie van Taskmaster is, in tegenstelling tot de comics, een vrouwelijke versie. Het alter-ego van Taskmaster is Antonia Dreykov. Toen ze op jonge leeftijd slachtoffer werd in een ontploffing veroorzaakt door Black Widow in Boedapest. Antonia's vader, Dreykov, is de leider van de Red Room waar vrouwelijke sluipmoordenaars al van jongs af aan getraind worden om moorden te plegen. Antonia kon met behulp van een chip levend worden gehouden. Ze werd door Dreykov in een speciaal pak gezet die vechtstijlen kan kopiëren. Na de dood van Dreykov wordt Antonia nadat een gevecht met Black Widow plaats vond uit haar hypnose gehaald. Taskmaster komt onder ander voor in de volgende films:
- Black Widow (2021)
- Thunderbolts* (2025)

### Televisieseries
- Taskmaster verschijnt in de animatieserie Ultimate Spider-Man (2012). De stem werd ingesproken door Clancy Brown. Zijn Nederlandse stem werd ingesproken door Simon Zwiers.
- Taskmaster verschijnt in de animatieserie Avengers Assemble (2013). De stem werd ingesproken door Clancy Brown. Zijn Nederlandse stem werd ingesproken door Simon Zwiers.

### Videospellen
- Taskmaster verschijnt in het videospel Marvel vs. Capcom 3: Fate of Two Worlds (2011). De stem werd ingesproken door Steven Blum.
- Taskmaster verschijnt in het videospel Marvel Super Hero Squad Online (2011). De stem werd tevens weer ingesproken door Steven Blum.
- Taskmaster verschijnt in het videospel Ultimate Marvel vs. Capcom 3 (2011). De stem van Taskmaster werd weer ingesproken door Steven Blum.
- Taskmaster verschijnt in het videospel Avengers Initiative (2012). De stem werd ingesproken door Steven Blum.
- Taskmaster verschijnt in het videospel Marvel Heroes (2013). De stem werd ingesproken door Steven Blum.
- Taskmaster verschijnt in het videospel Captain America: The Winter Soldier the Official Game (2014). De stem werd ingesproken door Roger Craig Smith.
- Taskmaster verschijnt in het videospel LEGO Marvel Avengers (2016). De stem werd ingesproken door Steven Blum.
- Taskmaster verschijnt in het videospel Marvel Avengers Academy (2016). De stem werd ingesproken door Adam Montoya.
- Taskmaster verschijnt in het videospel Spider-Man (2018). De stem werd ingesproken door Brian Bloom.
- Taskmaster verschijnt in het videospel Avengers (2020). De stem werd ingesproken door Walter Gray.